# Weizbach
Der Weizbach ist ein Bach in der Oststeiermark im Bezirk Weiz in Österreich.
Der Weizbach  entspringt östlich des Plankogels in der Nähe der Sommeralm auf dem Gebiet der Gemeinde Sankt Kathrein am Offenegg. Der Bach verläuft von der Gemeinde Sankt Kathrein, durch die Weizklamm in der Gemeinde Naas, durch Weiz, Krottendorf, Unterfladnitz und mündet in der Gemeinde Sankt Ruprecht an der Raab in die Raab.
Der Bach wurde erstmals im Jahr 1187 als Wides urkundlich genannt. Der Name könnte mit dem indogermanischen Wort *ṷid-ā „Biegung“ in Zusammenhang stehen und „Fluss mit Biegung(en)“ bedeuten.